# Harry Styles
Harry Styles   (Redditch, 1 de febrer de 1994), de nom complet Harry Edward Styles, és un cantant i compositor britànic, component de la "boy band" One Direction (2010-2015). Va debutar com actor en la pel·lícula "Dunkirk" de Christopher Nolan. Després de concursar a The X Factor i ser acceptat, la jutgessa Nicole Scherzinger va suggerir que Harry formés part d'un grup anomenat One Direction juntament amb altres concursants: Zayn Malik, Niall Horan, Liam Payne i Louis Tomlinson. La creació del grup es va fer realitat i els cinc van ser apadrinats per Simon Cowell. L'agrupació va arribar a la final del programa i van quedar en el tercer lloc. Encara que no van guanyar, Cowell va pagar un contracte perquè signessin amb el segell discogràfic Syco.
De jove, va formar una banda anomenada White Eskimo al costat dels seus amics Haydn Morris, Nick Clough i Will Sweeney de l'Holmes Chapel Comprehensive School i van guanyar un concurs realitzat allí en 2009. No obstant això, l'agrupació es va dissoldre a causa que Harry va fer la prova per The X Factor i va ser integrat a One Direction, encara que han afirmat que es mantenen en contacte per missatges de text. Entre les seves influències musicals, es troben la banda Coldplay, el solista Elvis Presley i l'actor David Hasselhoff. En la seva carrera amb One Direction, ha compost temes com «Taken», «Everything About You», «Same Mistakes», «Back for You» i «Summer Love», pertanyents als àlbums Up All Night i Take Me Home.

## Biografia i carrera musical

### 1994-2010: primers anys i audició aThe X Factor
Harry Styles va néixer l'1 de febrer de 1994 al poble Holmes Chapel, situat a Cheshire, Regne Unit, sota el nom de Harry Edward Styles. És fill de Desmond Styles i Anne Cox, i germà menor de Gemma Styles. Els pares de Harry es van divorciar quan ell tenia només set anys i la seva mare ha comentat que sempre l'ha recolzat amb tot. Va estudiar a Holmes Chapel Comprehensive School, on va formar la seva pròpia banda anomenada White Eskimo al costat dels seus amics Haydn Morris, Nick Clough i Will Sweeney. El 2009, van participar a «Batalla de Bandes» i van guanyar. També va treballar en un forn durant un temps.
Encara que sempre va mostrar interès per la música, ha dit que també li hagués agradat ser advocat o fisioterapeuta. Durant un temps, va treballar en un forn de Cheshire. El 2010, Harry va fer una prova per a The X Factor amb la cançó «Isn't She Lovely» de Stevie Wonder i no va guanyar. Per això, la seva banda va haver de separar-se.

### 2010-present: One Direction i bases de carrera com a solista

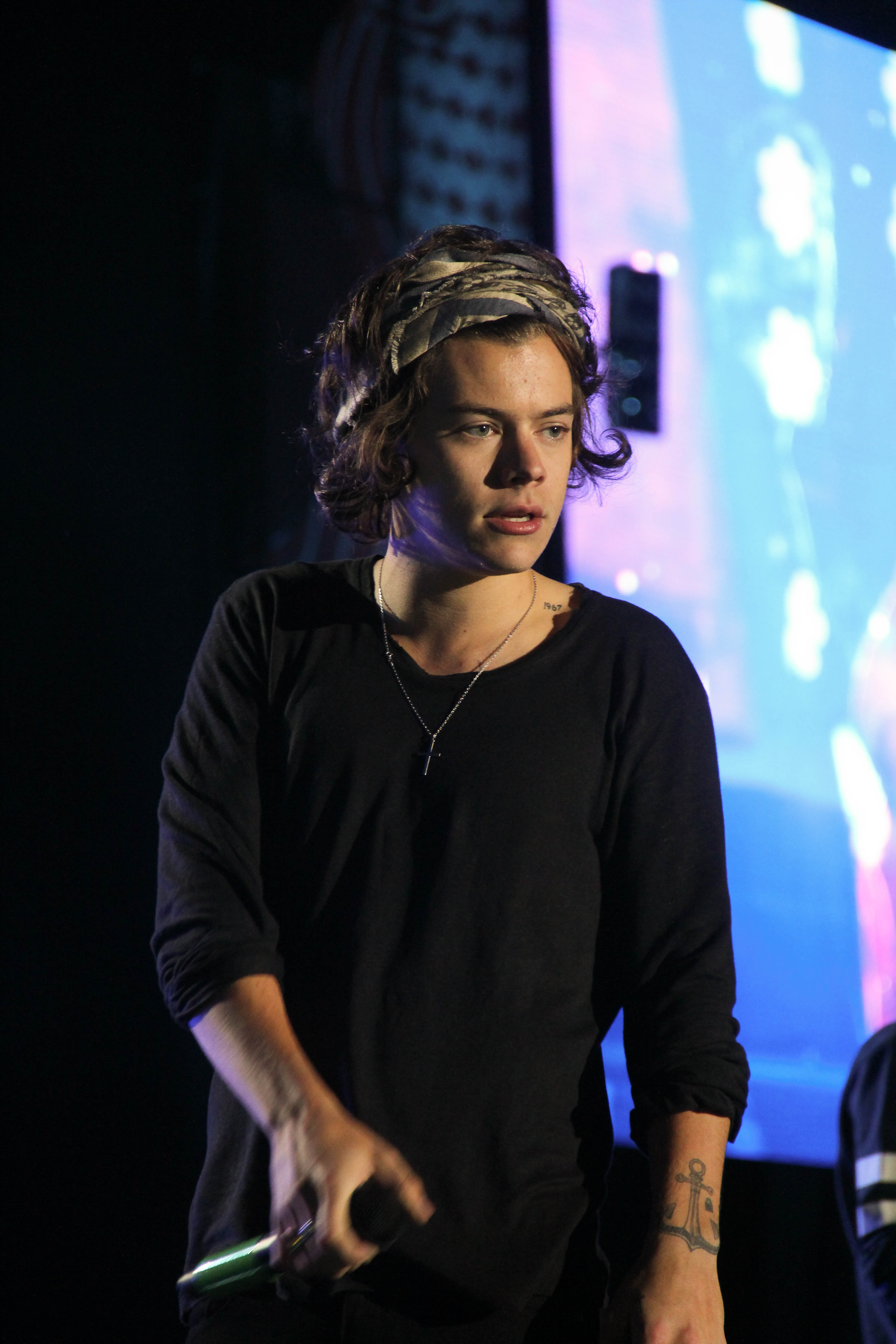
Styles en 2014 durant la gira Where We Are Tour a Xile.

Després d'audicionar per The X Factor, la jutgessa Nicole Scherzinger va suggerir que Harry formés part d'un grup anomenat One Direction juntament amb Liam Payne, Zayn Malik, Niall Horan i Louis Tomlinson. La creació del grup es va fer realitat i els cinc van ser apadrinats per Simon Cowell. Durant la competència, la banda va interpretar diferents temes com «My Life Would Suck Without You» de Kelly Clarkson i «Total Eclipsi of the Heart» de Bonnie Tyler, la qual cosa els va convertir en un dels favorits per guanyar el concurs. No obstant això, van quedar en el tercer lloc, darrere de Rebecca Ferguson i el guanyador Matt Cardle. Malgrat no haver guanyat, Cowell va pagar un contracte de dos milions de lliures perquè One Direction signés amb el segell discogràfic Syco.
En 2011, van llançar el seu primer àlbum d'estudi, Up All Night. Aquest va debutar en el número u del Billboard 200, la qual cosa va convertir a One Direction en el primer grup britànic que fa debutar el seu primer àlbum d'estudi en el número u. El seu primer senzill, «What Makes You Beautiful», va aconseguir el número u a Irlanda, Mèxic i el Regne Unit. Els senzills posteriors, «Gotta Be You», «One Thing» i «More than This», van comptar amb un èxit moderat, sent reeixits en alguns països, però fracassos en uns altres. Per promocionar el disc, es van embarcar en el Up All Night Tour i van treure un DVD de la gira, anomenat Up All Night: The Live Tour.
Al novembre de 2012, van llançar el seu segon àlbum, Take Me Home. Aquest va comptar amb una recepció millor a la de Up All Night, ja que va arribar al número u en el Regne Unit, sent el primer disc del quintet que ho aconsegueix. També va aconseguir el primer lloc a Austràlia, Canadà, els Estats Units, Irlanda i Nova Zelanda. Els dos primers senzills d'aquest disc, «Live While We're Young» i «Little Things», van tenir una bona recepció. El primer, va aconseguir el primer lloc a Irlanda i Nova Zelanda, mentre que el segon va arribar al primer lloc en el Regne Unit. El tercer i últim senzill, «Kiss You», va fracassar en vendes en la majoria dels països i no va aconseguir posicions destacades en comparació dels dos llançaments previs d'One Direction. D'altra banda, junts van iniciar la seva segona gira Take Me Home Tour, que va recórrer quatre continents de tot el món i a més parteix d'ella va ser gravada per a la seva primera pel·lícula documental dirigida per Morgan Spurlock, anomenat This is Us.
En altres activitats, van realitzar un mescla d'«One Way or Another» de Blondie i «Teenage Kicks» de The Undertones dita «One Way or Another (Teenage Kicks)», amb la finalitat d'ajudar a recaptar fons per a l'organització Comic Relief. A la fi de març, pausado el Take Me Home Tour, Harry va decidir viatjar a Los Angeles, Califòrnia, on va passar part del seu temps component i gravant cançons en un dels estudis Paramount a Hollywood. No obstant això, amics propers del cantant van afirmar al diari Daily Mirror que la prioritat del cantant era One Direction i que no planeja llançar un disc pròximament. Després, a l'abril, el representant d'One Direction va assegurar que no es trobava treballant en un primer disc com a solista, sinó que simplement estava plantejant noves idees per al tercer disc del grup.

## Vida personal
El cantant ha confessat que les seves majors influències són les bandes The Beatles, Coldplay, el solista Elvis Presley i l'actor David Hasselhoff.
Ha tingut unes quantes xicotes, entre aquestes, la presentadora Caroline Flack, l'actriu Emily Atack, la model Emma Ostilly, la cantant de country Taylor Swift i la model Kendall Jenner. Aquesta faceta seva ha sigut negada pel mateix cantant en moltes ocasions. Va ser en una relació d'un any amb Camille Lowe, la musa de diverses cançons del seu album Fine Line, com per exemple Cherry on ell va incloure la seva veu parlant en francès al final de la cançó.

## Carrera en solitari
Álbums d'estudi
- 2017: Harry Styles
- 2019: Fine Line
- 2022: Harry’s House

Senzills
- 2017: Sign of the Times
- 2019: Lights Up
- 2019: Watermelon Sugar
- 2019: Adore You
- 2020: Golden
- 2022: As it was

## Carrera cinematogràfica
| any  | Títol               | Personatge | Notas                          |
| ---- | ------------------- | ---------- | ------------------------------ |
| 2012 | Icarly              | Ell mateix | Episodi IGo One Direction      |
| 2013 | This is us          | Ell mateix | Pel·lícula d'One Direction     |
| 2014 | Where we are        | Ell mateix | Pel·lícula d'One Direction     |
| 2017 | Dunkerque           | Alex       | Dirigida per Christopher Nolan |
| 2021 | Eternals            | Starfox    | Dirigida per Chloé Zhao        |
| 2022 | Don't Worry Darling | Jack       | Dirigida per Oliva Wilde       |
| 2022 | My Policeman        | Tom        |                                |

## Premis i nominacions
| Any  | Premi                        | Treball nominat   | Categoria                              | Resultat  | Ref.          |
| ---- | ---------------------------- | ----------------- | -------------------------------------- | --------- | ------------- |
| 2013 | Kids Choice Awards Austràlia | Harry Styles      | Persona sexy favorita dels australians | Nominat   | [ 35 ]        |
| 2013 | NME Awards                   | Harry Styles      | Vilà de l'any                          | Guanyador | [ 36 ]        |
| 2013 | Teen Choice Awards           | Harry Styles      | Chicot més hot                         | Guanyador | [ 37 ]        |
| 2013 | Teen Choice Awards           | Harry Styles      | Millor somriure                        | Guanyador | [ 37 ]        |
| 2013 | MTV Europe Music Awards      | Harry Styles      | Millor look                            | Guanyador | [ 38 ] [ 39 ] |
| 2014 | NME Awards                   | Harry Styles      | Vilà de l'Any                          | Guanyador | [ 40 ]        |
| 2017 | BRITS                        | Sign of the Times | British Artist Video of the Year       | Guanyador |               |
| 2021 | Grammy Awards                | Watermelon Sugar  | Best Pop Solo Performance              | Guanyador | [ 41 ]        |
| 2021 | Grammy Awards                | Adore You         | Best Music Video                       | Nominat   | [ 42 ]        |
| 2021 | Grammy Awards                | Fine Line         | Best Pop vocal Album                   | Nominat   | [ 43 ]        |